# Hallila
Hallila est un quartier de Tampere en Finlande.

## Description
Hallila est construit de maisins individuelles et d'immeubles résidentiels.
Deux bâtiments adjacents abritent un dépanneur, une pizzeria, un restaurant social et les bureaux de la paroisse. Ces bâtiments forment le centre d'affaires d'Hallila, et la petite zone entre ces maisons s'appelle Kuusikontori. 
En outre, il y a quelques bâtiments supplémentaires où se trouvent l'école primaire Hallila (de la 1re à la 4e année), le centre de conseil d'Hallila, la garderie d'Hallila et la garderie d'Havumetsä. 
Les deux jardins d'enfants ont une cour commune à côté de la cour de l'école. 
À proximité de ces bâtiments se trouve le terrain d'Hallila, principalement utilisé par les jeunes footballeurs. La deuxième garderie de Hallila se trouve à Katajikonkatu.

## Transports
Hallila est située dans le sud-est de Tampere. 
La partie de la ville est située du côté sud-ouest de l'intersection de la route nationale 9 et de la route d'Hervanta. 
Hallila est desservi par l'arrêt Hallila du tramway:
Hallila est desservi par les bus de TKL:
| Ligne      | Trajet |
| ---------- | --- |
| 3          | Hervanta - Hakametsä - Rautatieasema - Keskustori - Pyynikintori                                                                                         |
| 13         | Lintuhytti - Hervantakeskus - Hallila - Koivistonkylä - Vihilahti - Hatanpää Tays - Ratinanranta - Hämeenpuisto - Santalahti - Lielahti - Ikuri - Tesoma |
| Sources, : | |

## Galerie

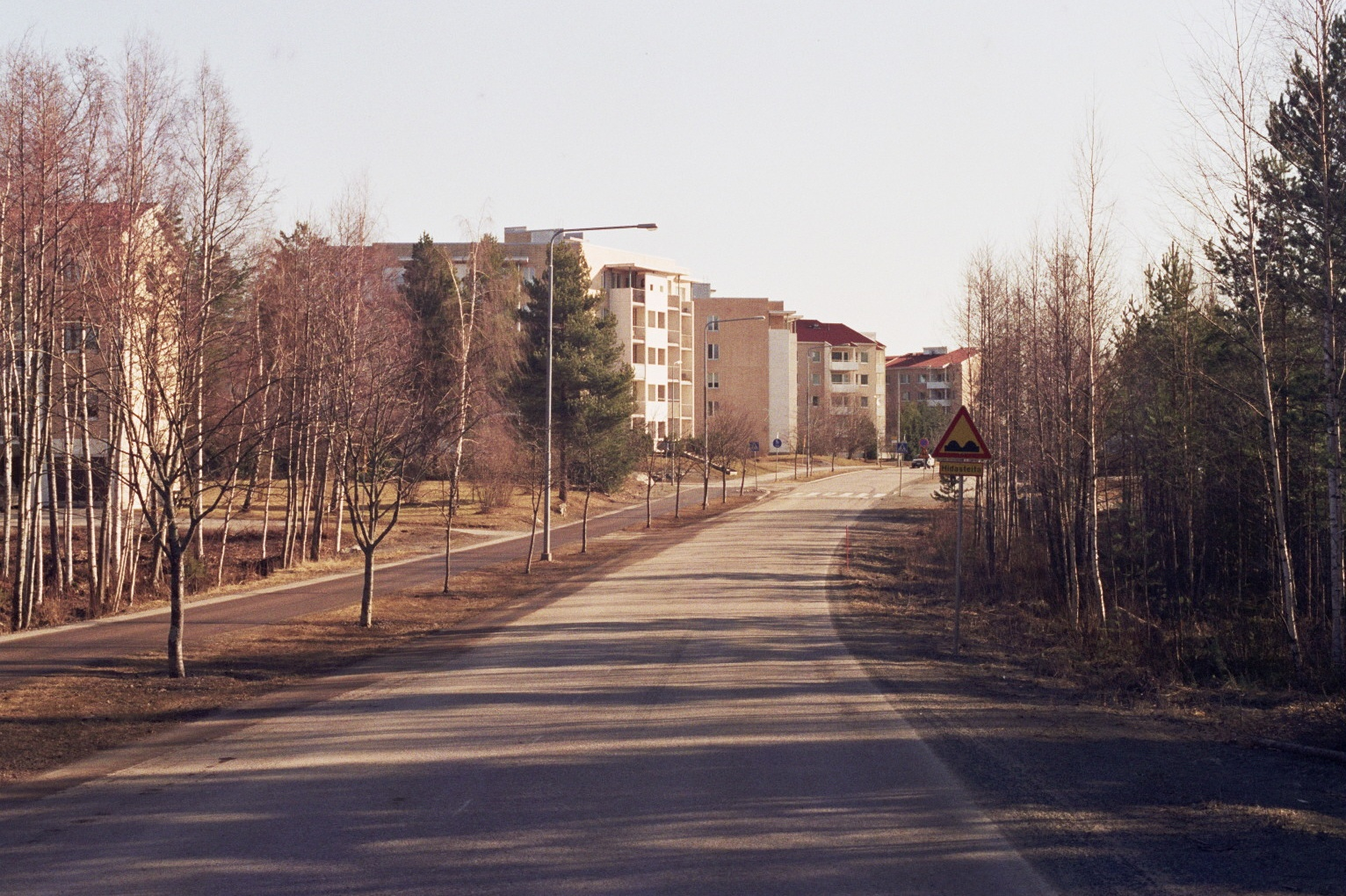
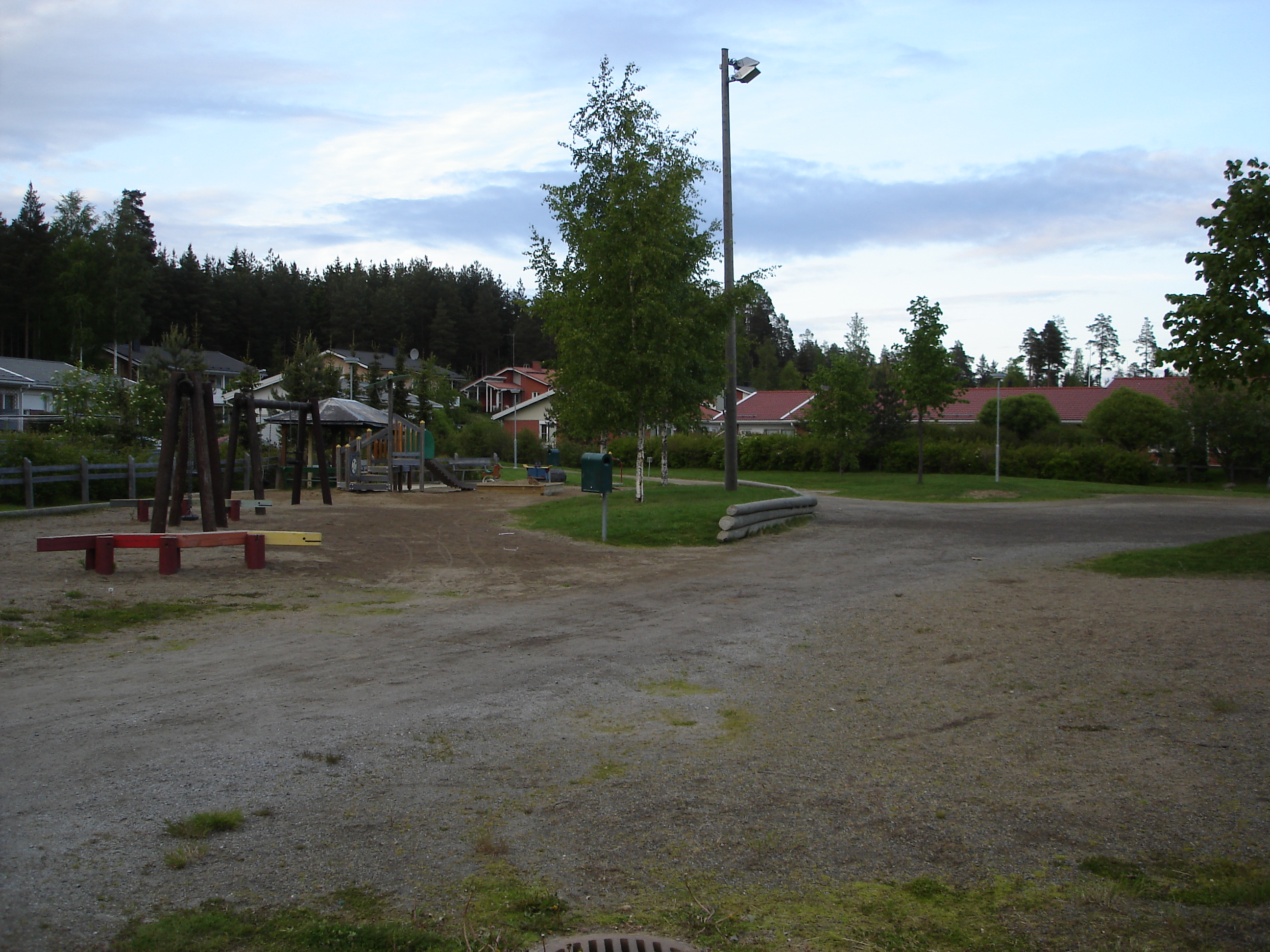
Parc Karikepuisto.
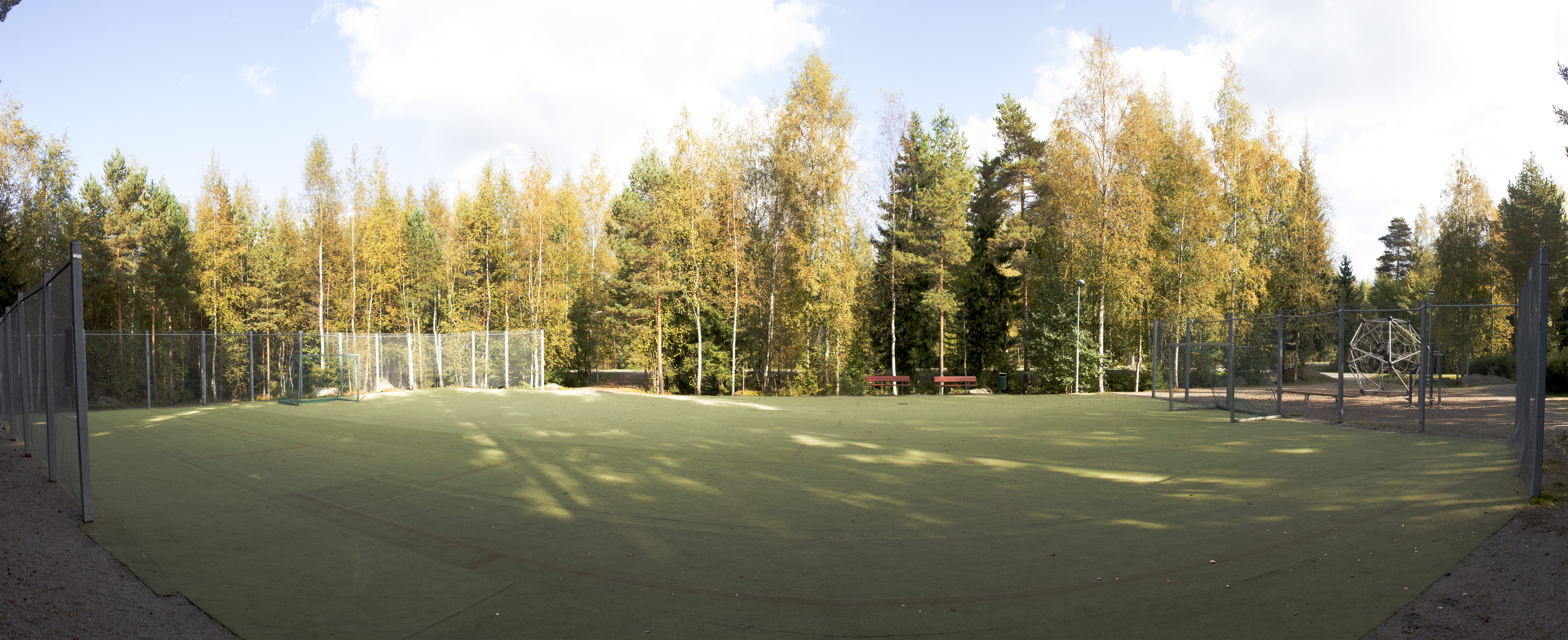
Parc Pikkupehkusuonpuisto.
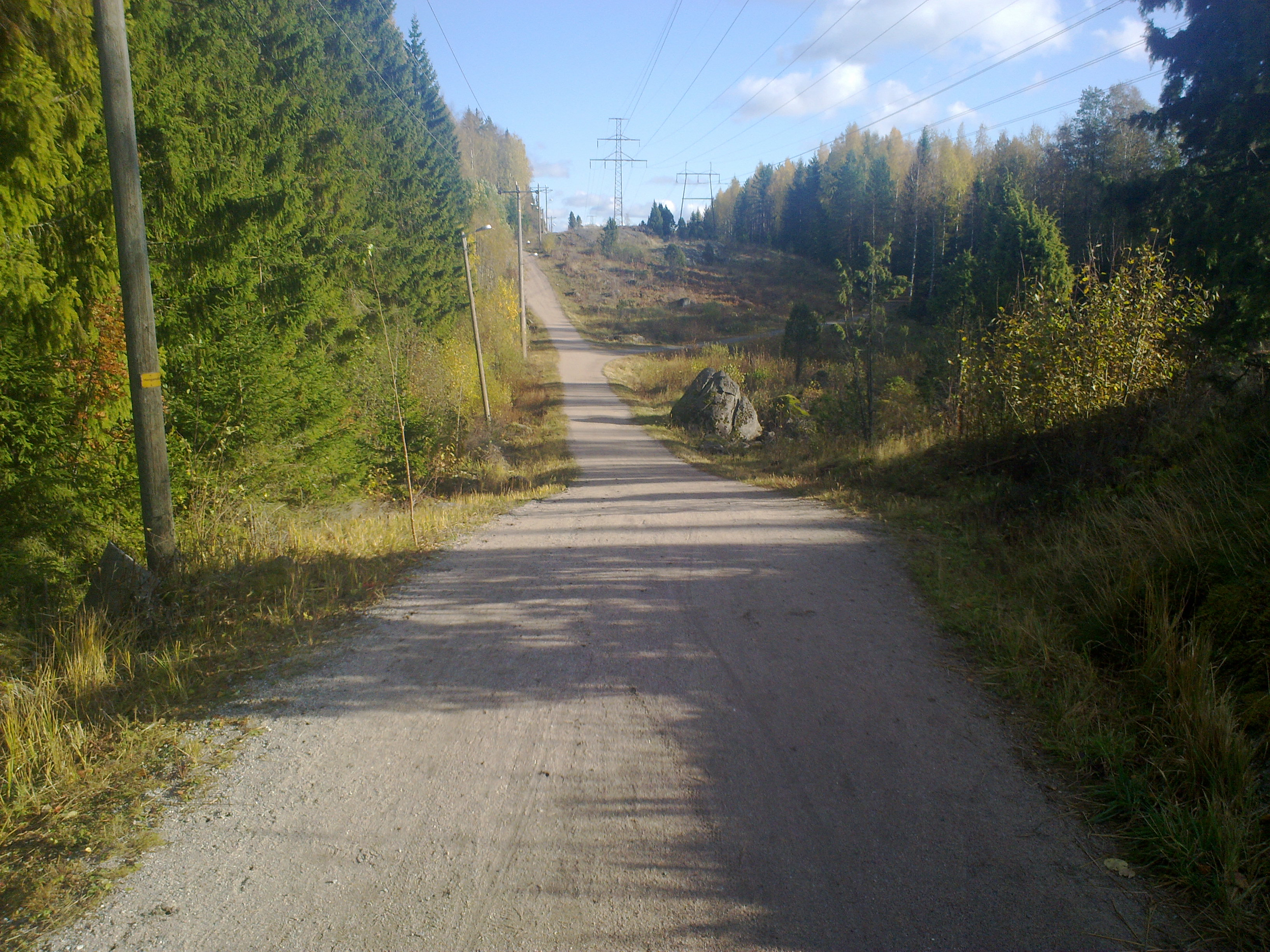